# Rutilia savaiiensis
Rutilia savaiiensis là một loài ruồi trong họ Tachinidae.